# Lophoptera apirtha
Lophoptera apirtha là một loài bướm đêm trong họ Noctuidae.